# Jörg Jaksche
Jörg Armin Jaksche é um ciclista alemão nascido a 23 de julho de 1976 em Fürth.

## Biografia
Profissional desde 1997. Em 2007 confessou a sua relação com a trama de doping de Eufemiano Fontes.

## Palmarés
2004
- Tour do Mediterraneo, mais 1 etapa
- Paris-Nice, mais 1 etapa

2007
- Circuit de Lorraine, mais 1 etapa

## Resultados nas grandes voltas
| Corrida            | 1997 | 1998 | 1999 | 2000 | 2001 | 2002 | 2003 | 2004 | 2005 | 2006 | 2007 | 2008 | 2009 |
| ------------------ | ---- | ---- | ---- | ---- | ---- | ---- | ---- | ---- | ---- | ---- | ---- | ---- | ---- |
| Giro de Itália     | -    | -    | -    | -    | -    | -    | -    | -    | -    | -    | -    | -    | -    |
| Tour de França     | -    | 18º  | 80º  | -    | 29º  | 31º  | 17º  | -    | 16º  | -    | -    | -    | -    |
| Volta a Espanha    | -    | -    | 35º  | -    | 73º  | Ab.  | 129º | 44º  | -    | -    | -    | -    | -    |
| Mundial em Estrada | -    | -    | -    | -    | -    | -    | -    | -    | 91º  | -    | -    | -    | -    |

## Equipas
- Polti (1997-1999)
- Telekom (1999-2000)
- ONZE (2001-2003)
- Team CSC (2004)
- Liberty Seguros (2005-2006)
- Tinkoff Credit Systems (2007)
- Cinelli (2009)[3]